# 韦利济-维拉库布莱
韦利济-维拉库布莱（法語：Vélizy-Villacoublay，法語發音：[velizi vilakublɛ] ⓘ）是法国伊夫林省的一个市镇，属于凡尔赛区。

## 地理
韦利济-维拉库布莱（48°47'0"N, 2°11'18"E）面积8.93 平方千米，位于法国法蘭西島大區伊夫林省，该省份为法国北部内陆省份，北起瓦兹河谷省，西接厄尔省，西南接厄尔-卢瓦省，东南接埃松省，东临上塞纳省。
与韦利济-维拉库布莱接壤的市镇（或旧市镇、城区）包括：沙维尔、默东、克拉马、比耶夫尔、茹伊昂若萨斯、凡尔赛、维罗夫莱。
韦利济-维拉库布莱的时区为UTC+01:00、UTC+02:00（夏令时）。

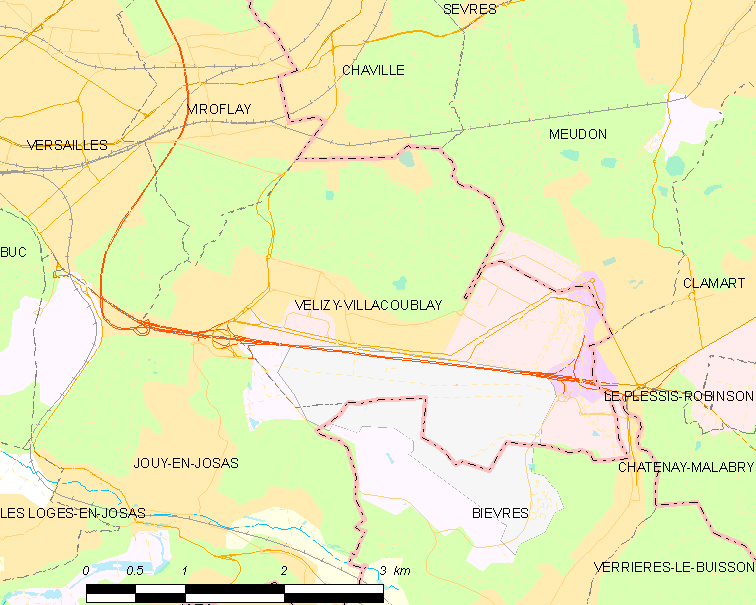
韦利济-维拉库布莱的OSM定位图

## 行政
韦利济-维拉库布莱的邮政编码为78140，INSEE市镇编码为78640。

## 政治
韦利济-维拉库布莱所属的省级选区为凡尔赛第二县。

## 人口

1962-2008年间韦利济-维拉库布莱人口变化图示

韦利济-维拉库布莱于2022年1月1日时的人口数量为22481人。